# Melica schuetzeana
Melica schuetzeana (лат.) — многолетнее травянистое растение, вид рода Перловник (Melica) семейства Злаки (Poaceae). Эндемик Бутана и китайских провинций Цинхай, Сычуань и Юньнань. Было описано в 1972 году Вернером Хемпелом.

## Ботаническое описание
Стебель имеет высоту 80–110 см и толщину 2–3 мм. Листья отходят от основания стебля; влагалище пурпурного цвета и длиннее стебля, листовые пластинки имеют размер 15–30 см × 3–6 мм с жёсткой и шершавой адаксиальной стороной. Язычок цилиндрический, длиной 1–4 мм. Открытая метёлка с завитыми и отдалёнными веточками, имеет длину 35 см. Колоски эллиптические, длиной 6–8 мм. Колосковая чешуя фиолетового цвета с бледно-зелёными цветками, которые имеют 2-3 плодородных цветочка[прояснить]. Стебель толщиной 2 мм, нижняя эллиптическая цветковая чешуя (лемма) имеет длину 5–6,5 мм. Стебель травянистый, зернисто-жёсткий, 5-7-жильный. Оба слоя колосковой чешуи острые, нижний слой имеет длину 2,8–4 мм, верхний — 4,5–6,5 мм.

## Распространение и местообитание
Вид Melica schuetzeana произрастает на окраине леса, на высоте от 3200 до 3500 м. Цветёт с июля по август.